# Bolesław Grzybowski
Bolesław Grzybowski (ur. 26 października 1920, zm. 11 października 1992 w Londynie) – polski inżynier, działacz emigracyjny, prezes Instytutu Badania Zagadnień Krajowych i Instytutu Wschodniego „Reduta” w Londynie, minister spraw krajowych w rządzie RP na uchodźstwie.

## Życiorys
W 1951 ukończył studia na Politechnice Gdańskiej, z wykształcenia był inżynierem budowy okrętów, pracował m.in. w Szkole Morskiej w Gdyni oraz przemyśle okrętowym, z którym związany był także na emigracji, na której przebywał od 1965 w Wielkiej Brytanii. Angażował się w życie społeczne i polityczne polskiej emigracji. W latach 80 należał do władz Stowarzyszenia Polskich Kombatantów w Wielkiej Brytanii i Zarządu Głównego Federacji Światowej SPK, kierował Instytutem Wschodnim „Reduta” w Londynie, był także członkiem i ostatnim prezesem Instytutu Badania Zagadnień Krajowych (1986–1991). 9 sierpnia 1989 został mianowany ministrem spraw krajowych w pierwszym rządzie Edwarda Szczepanika, jednak z uwagi na ciężki stan zdrowia odwołano go już 1 września 1989.
Z ramienia SPK był członkiem VII Rady Narodowej RP (1983–1989), a z ramienia PSL VIII Rady Narodowej RP (1989–1991).
W 1989 został przez Prezydenta RP na Uchodźstwie odznaczony Krzyżem Kawalerskim Orderu Odrodzenia Polski.

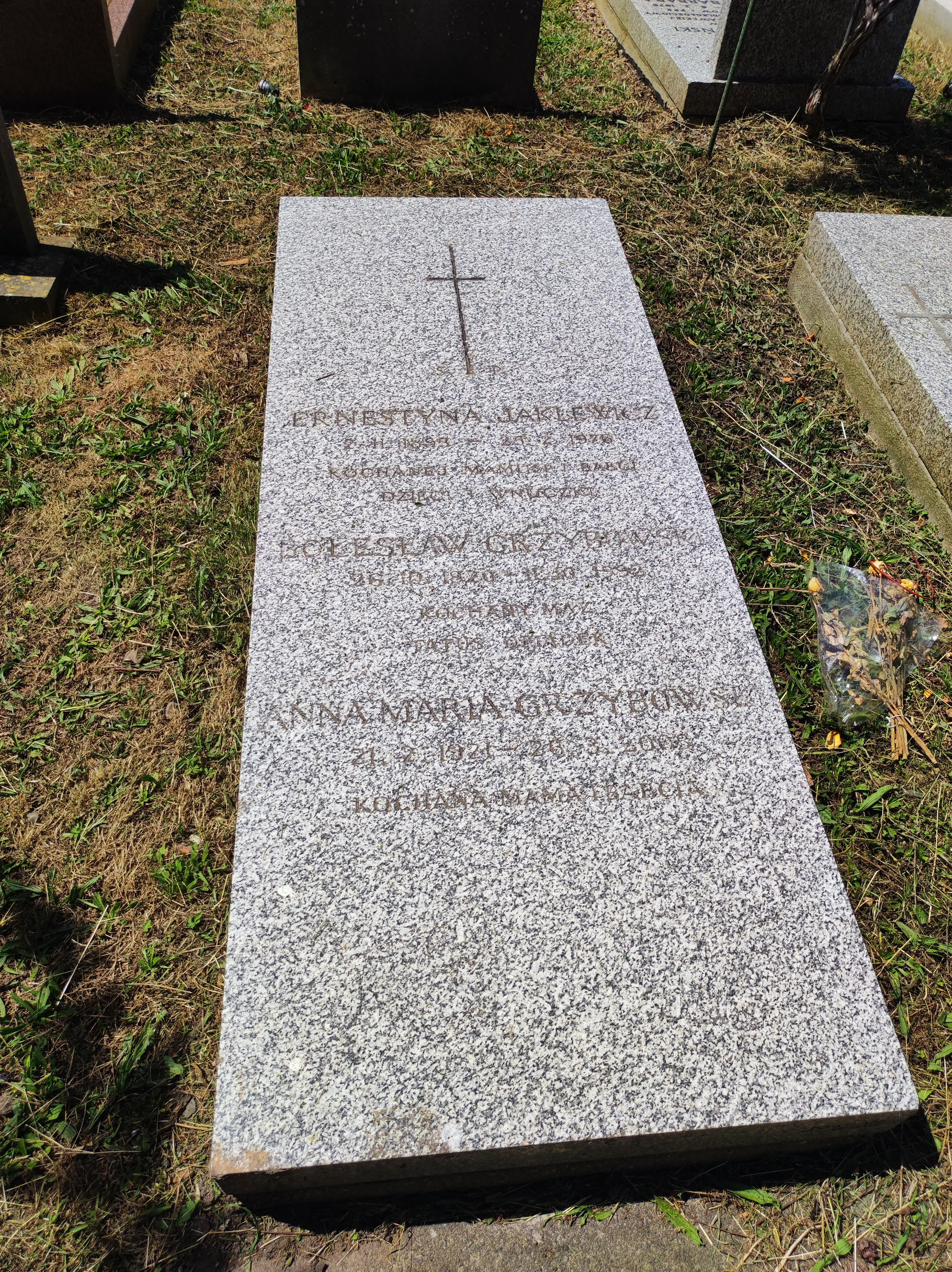
Grób Bolesława Grzybowskiego

Został pochowany na South Ealing Cemetery w Londynie (8 PFF). 